# Galerija Akademije
Galerija Akademije (Gallerie dell' Accademia) je muzej umjetnosti do 19. stoljeća u Veneciji. Smještena je na južnoj obali kanala Grande i po njoj su dobila ime tri obližnja mosta (Ponte dell'Accademia), ali i pristanište za vodene autobuse (vaporetto). Izvorno je nastala kao umjetnička škola. 

## Povijest
Venecijansku umjetničku akademiju (L'Accademia di Belle Arti di Venezia) je osnovao 1750. godine mletački senat kao mletačku školu za slikarstvo, kiparstvo i arhitekturu. Za njezinog prvog predsjednika postavljen je Giambattista Piazzetta, a Giambattista Pittoni i Gianmaria Morlaiter za njegove savjetnike. Cilj škole je bio da se nosi s već postojećim umjentičkim centrima slične vrste koji su već godinama postojali u velikim centrima poput Rima (Accademia di San Luca), Firence, Milana i Bologne (Accademia Clementina). Akademija je bila prva institucija koja se bavila restauracijom umjentičkih djela od 1777. godine pod upravom Pietro Edwardsa, što je formalizirano kursom restauracije 1819. godine. Od znamenitih učitelja u školi ističu se: Tiepolo, Francesco Hayez, Nono, Ettore Tito, Arturo Martini, Alberto Viani, Carlo Scarpa, Afro, Santomaso i Emilio Vedova.
Ime škole je skraćeno u kraljevska umjentička akademija (Accademia Reale di Belle Arti) kada je premještena na današnju lokaciju odredbom Napoleonovih okupatorskih snaga 1807. god. Kako je Napoleon raspustio mnoga udruženja i zatvorio mnoge crkve, Scuola della Carità, Convento dei Canonici Lateranensi i crkva Santa Maria della Carità su postale prostorije Akademije. Scuola della Carità je najstarija od tzv. Šest velikih škola, i zgrada joj datira u 1343. godinu, iako je škola osnovana još 1260. god. Convento dei Canonici Lateranensi je osnovao Andrea Palladio 1561. god. i nije nikada do kraja dovršena, a fasadu crkve Santa Maria della Carità  je dovršio Bartolomeo Bon 1441. godine.

## Kolekcija
Galerija Akademije posjeduje remek-djela venecijanskog slikarstva do 18. stoljeća, uglavnom kronološki organizirano iako je prisutna i organizacija prema temama.
Kolekcija uključuje djela umjentika: Gentile Bellini, Giovanni Bellini, Bernardo Bellotto, Pacino di Bonaguida, Canaletto, Carpaccio, Giulio Carpioni, Rosalba Carriera, Cima da Conegliano, Fetti, Pietro Gaspari, Michele Giambono, Luca Giordano, Francesco Guardi, Giorgione, Johann Liss, Charles Le Brun, Pietro Longhi, Lorenzo Lotto, Andrea Mantegna, Rocco Marconi, Michele Marieschi, Antonello da Messina, Giovanni Battista Piazzetta, Giovanni Battista Pittoni, Preti, Giambattista Tiepolo, Tintoretto, Titian, Paolo Veronese (Paolo Caliari), Giorgio Vasari, Leonardo da Vinci (Vitruvijev čovjek), Alvise Vivarini i Giuseppe Zais.
- Giovanni Bellini, Martinengo Pieta, 65 x 90 cm
- Giovanni Bellini, Djevica s Djetetom, svecima i anđelima, 1487., 2.58 x 1.71 m
- Andrea Mantegna, Sveti Juraj, 66 x 32 cm
- Lorenzo Lotto, Mladić s knjigom, 1527.
- Tizian, Pieta, 353 x 348 cm
- Posljednja večera (Veronese), 1580-ih, ulje na platnu, 555 × 1280 cm.
- Tintoretto, Donošenje tijela sv. Marka, 1562.
- Canaletto, Perspektiva s portikom, 31 x 93 cm

## Vanjske poveznice
- Službene stranice
- Virtualni obilazak galerije  Arhivirana inačica izvorne stranice od 13. travnja 2009. (Wayback Machine) (tal.)
- Satelitske snimke (Google Maps)